# Oeax pygmaeus
Oeax pygmaeus là một loài bọ cánh cứng trong họ Cerambycidae.